# 安西孝之
安西 孝之（あんざい たかゆき、1933年12月25日 - ）は、日本の実業家。東京都出身。
父は昭和電工社長を務めた安西正夫。伯父は東京瓦斯会長を務めた安西浩。父方の祖父は千葉県議会議長を務めた安西直一、母方の祖父は森コンツェルンの創業者の森矗昶。安西正夫と満江夫妻の長男として生まれた。父の正夫は昭和電工社長を務め、母の満江は森コンツェルンの創業者森矗昶の長女である。また正夫の兄の浩は東京ガス社長であり、満江の兄妹には政治家の森曉や森清、首相三木武夫の妻の睦子らがいる。
妻の恵美子は元日清製粉（現日清製粉グループ本社）代表取締役会長の正田英三郎の次女であり、安西家は住友財閥の創業者一族・住友家や日清製粉グループ本社のオーナー正田家と姻戚関係にある。恵美子の姉（英三郎の長女）は上皇后美智子であり、安西孝之と恵美子の間に生まれた1男1女は今上天皇のいとこにあたる。

## 略歴
- 1956年：慶應義塾大学法学部を卒業し、昭和電工に入社。
- 1984年：昭和電工株式会社取締役に就任する。
- 1988年：昭和電工株式会社常務取締役に就任。
- 1991年4月：財団法人日本体育協会監事に就任。
- 1993年：昭和電工株式会社専務取締役に就任。
- 1995年3月：昭和電工株式会社専務取締役を退任。
- 1995年4月：昭和電工株式会社の子会社・昭和エンジニアリング株式会社顧問に就任。
- 1995年9月：日本体育協会の会長に就任。
- 1999年：袖ヶ浦カンツリークラブ理事長に就任。
- 2001年6月：昭和エンジニアリング取締役相談役に退く。
- 2003年：日本ゴルフ協会会長に就任。
- 2005年3月31日：定年により日本体育協会の会長を辞任。
- 2009年：財団法人JKA（競輪、オートレース）評議員に就任。
- 2015年：日本ゴルフ協会名誉会長に就任[1]。